# Krävmjölk

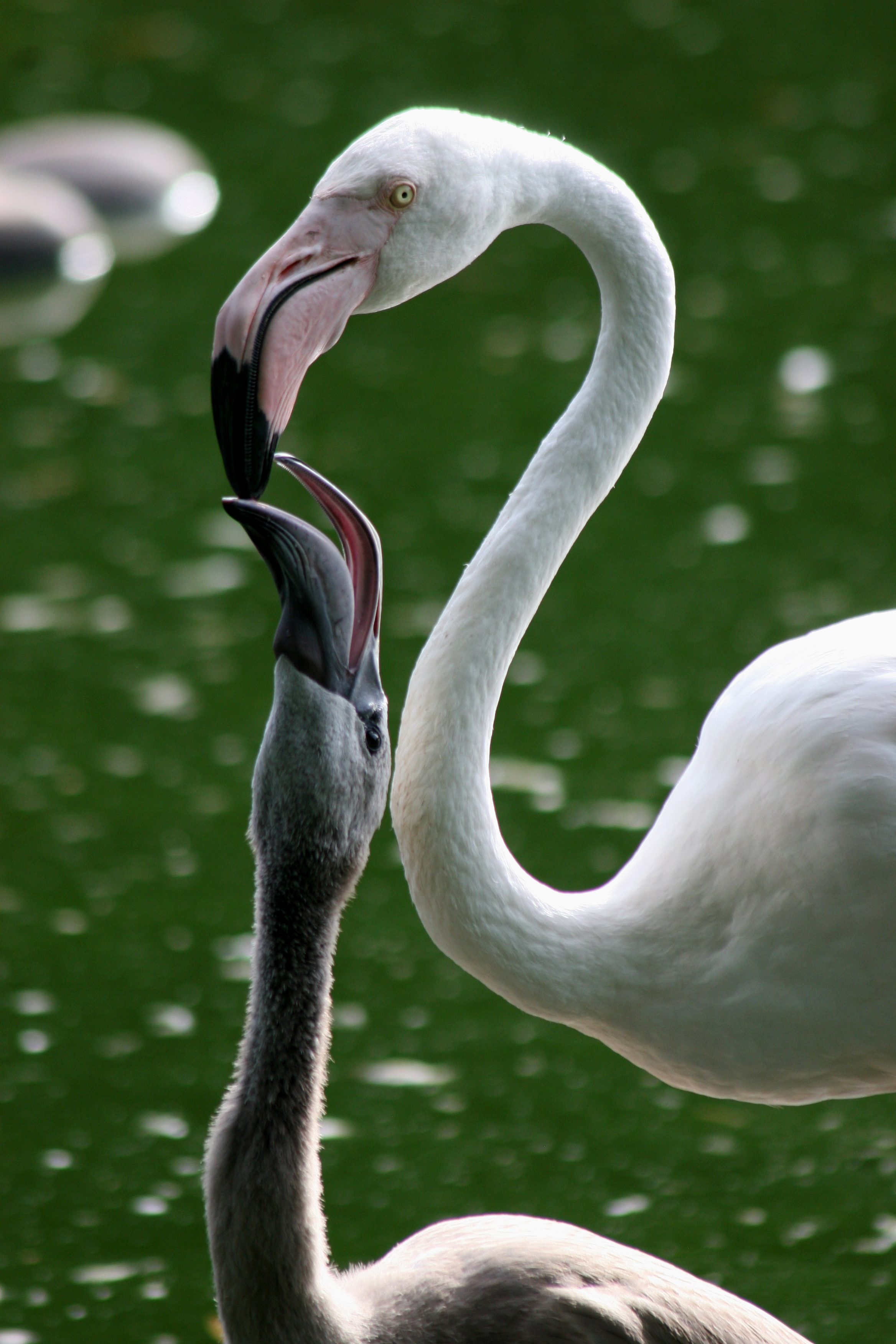
En större flamingo-unge matas med krävmjölk.

Krävmjölk är ett mycket näringsrikt ostliknande sekret som utsöndras i krävan hos vissa fågelarter, exempelvis duvor, flamingor, hoatzin och vissa pingvinarter, och som de vuxna fåglarna matar sina nyckläckta ungar med. Krävmjölk innehåller en oerhört hög koncentration av fett och protein och hos exempelvis duvor producerar både han- och honfåglar detta näringsämne som de matar sina ungar med.
En av fördelarna med krävmjölk är att den vuxna fågeln inte behöver hämta mat under den första perioden av de nykläckta ungarnas liv utan de kan tillbringa den första tiden avsides utan att utsätta ungarna för faran att bli lämnad ensam. Detta är också orsaken till att det inte är så vanligt att man ser duvungar trots att stadsduvan är så vanlig i städer.